# Otacilia pingwu
Espèce
Otacilia pingwu est une espèce d'araignées aranéomorphes de la famille des Phrurolithidae.

## Distribution
Cette espèce est endémique du Sichuan en Chine,. Elle se rencontre dans le xian de Pingwu.

## Description
Le mâle holotype mesure 3,44 mm et la femelle paratype 5,04 mm.

## Systématique et taxinomie
Cette espèce a été décrite par Shi, Mu et Zhang en 2024.

## Étymologie
Son nom d'espèce lui a été donné en référence au lieu de sa découverte, le xian de Pingwu.

## Publication originale
- (en) Shi, Mu et Zhang, « Description of four new species of Otacilia Thorell, 1897 (Araneae: Phrurolithidae) from southern China », Zootaxa, no 5447 (4),‎ 2024, p. 513-530